# Тёплиц, Кшиштоф Теодор
Кшиштоф Теодор Тёплиц (пол. Krzysztof Teodor Toeplitz; 28 января 1933, Отребусы, Мазовецкое воеводство — 30 марта 2010, Варшава) — польский публицист и кинокритик, фельетонист, сценарист, политический деятель.

## Биография
Происходил из еврейской семьи. Его дедом был деятель Польской социалистической партии Теодор Тёплиц (1875—1937), а двоюродным братом — многолетний ректор Государственной Высшей киношколы в Лодзи Ежи Тёплиц (1909—1995).
Окончил Лицей Стефана Батория в Варшаве, затем Варшавский университет, где изучал историю. Преподавал в Государственной высшей педагогической школе в столице, а также в Государственной Высшей киношколе в Лодзи. Среди его научных интересов были массовая культура, кино и массмедиа. Также Теплиц был одним из немногих в то время польских специалистов по комиксам.
Работал в еженедельниках «Świat», «Nowa Kultura», «Przegląd Kulturalny», «Kultura», а также в еженедельном издании «Polityka» (с 1983). Был главным редактором изданий «Szpilki» (1969—1975), «Nowa Europa» (1991—1992), «Wiadomości Kulturalne» (1994—1998). Писал фельетоны для журнала «Przegląd», также был автором ежедневной колонки в газете «Trybuna», сотрудничал с польской версией издания «Le Monde diplomatique».
Автор сценариев к сериалам «Czterdziestolatek» и «Czterdziestolatek. 20 lat później», а также ряду фильмов.
7 декабря 2009 получил из рук министра культуры и национального наследия Богдана Здроевского Золотую медаль «Zasłużony Kulturze Gloria Artis».
Скончался 30 марта 2010 в Варшаве после тяжёлой продолжительной болезни.